# Budda Tian Tan
Budda Tian Tan (chiń. trad. 天壇大佛; pinyin Tiāntán Dàfó; jyutping tin1 taan4 daai6 fat6) – największy na świecie posąg siedzącego Buddy wykonany z brązu. 
Ma on 34 metry wysokości i waży 250 ton. Posąg znajduje się na wyżynie Ngong Ping na wyspie Lantau, Hongkong, w klasztorze Po Lin. 
Budowa Buddy rozpoczęła się w 1990 roku, a odsłonięty został 29 grudnia 1993, w dzień urodzin Buddy Siakjamuni. Posąg złożony z 202 części z brązu kosztował 68 mln USD. 
Odwiedzający posąg po uprzednim kupnie biletu, aby dostać się do podstawy posągu muszą pokonać 268 stromych schodów.
Od 2006 roku do posągu można dotrzeć kolejką linową Ngong Ping 360, która kursuje pomiędzy stacjami Tung Chung i Ngong Ping.

## Galeria

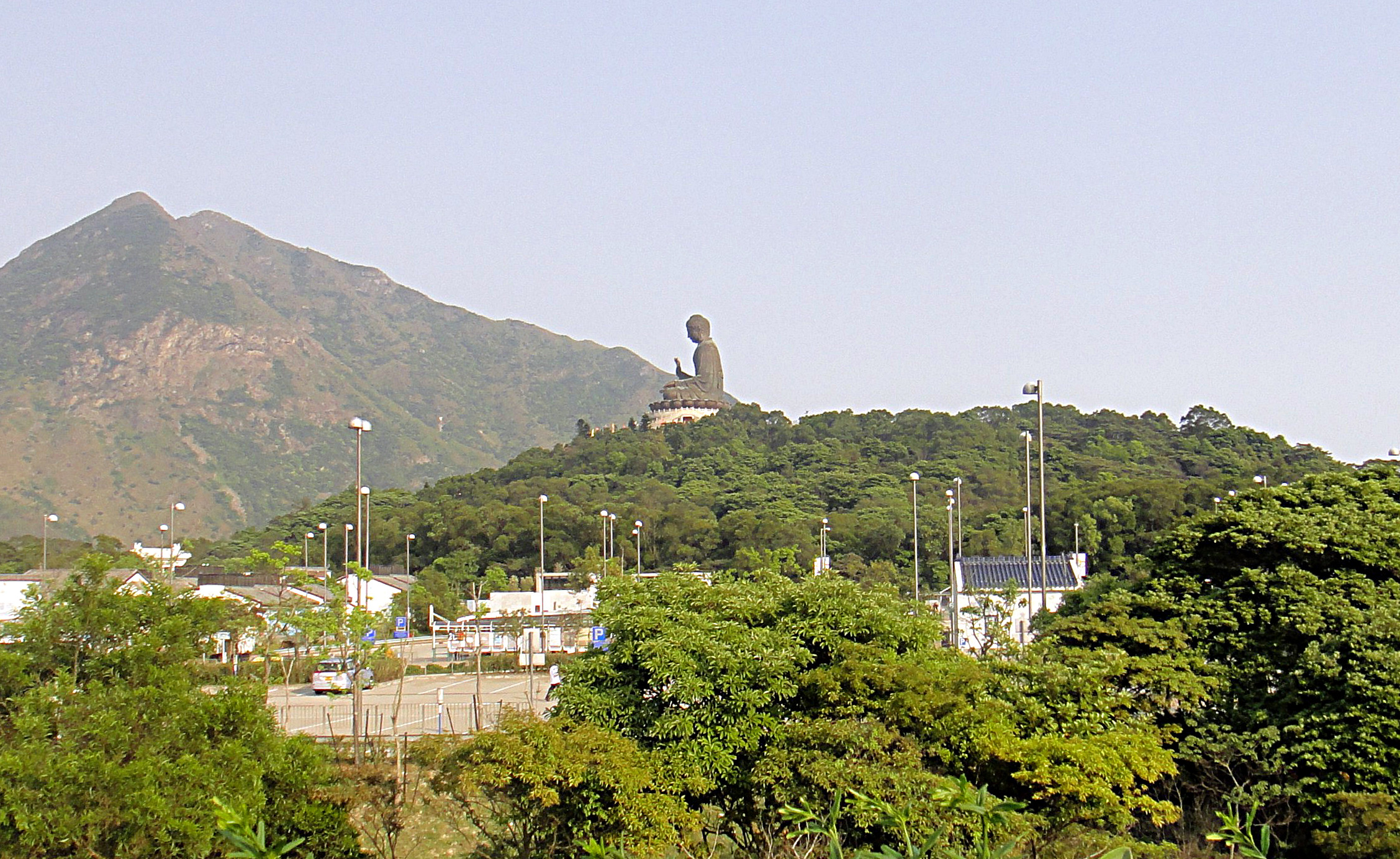
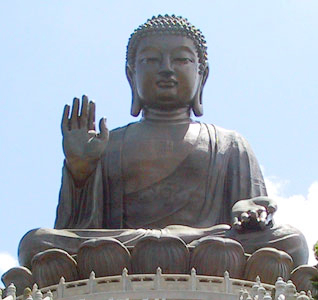
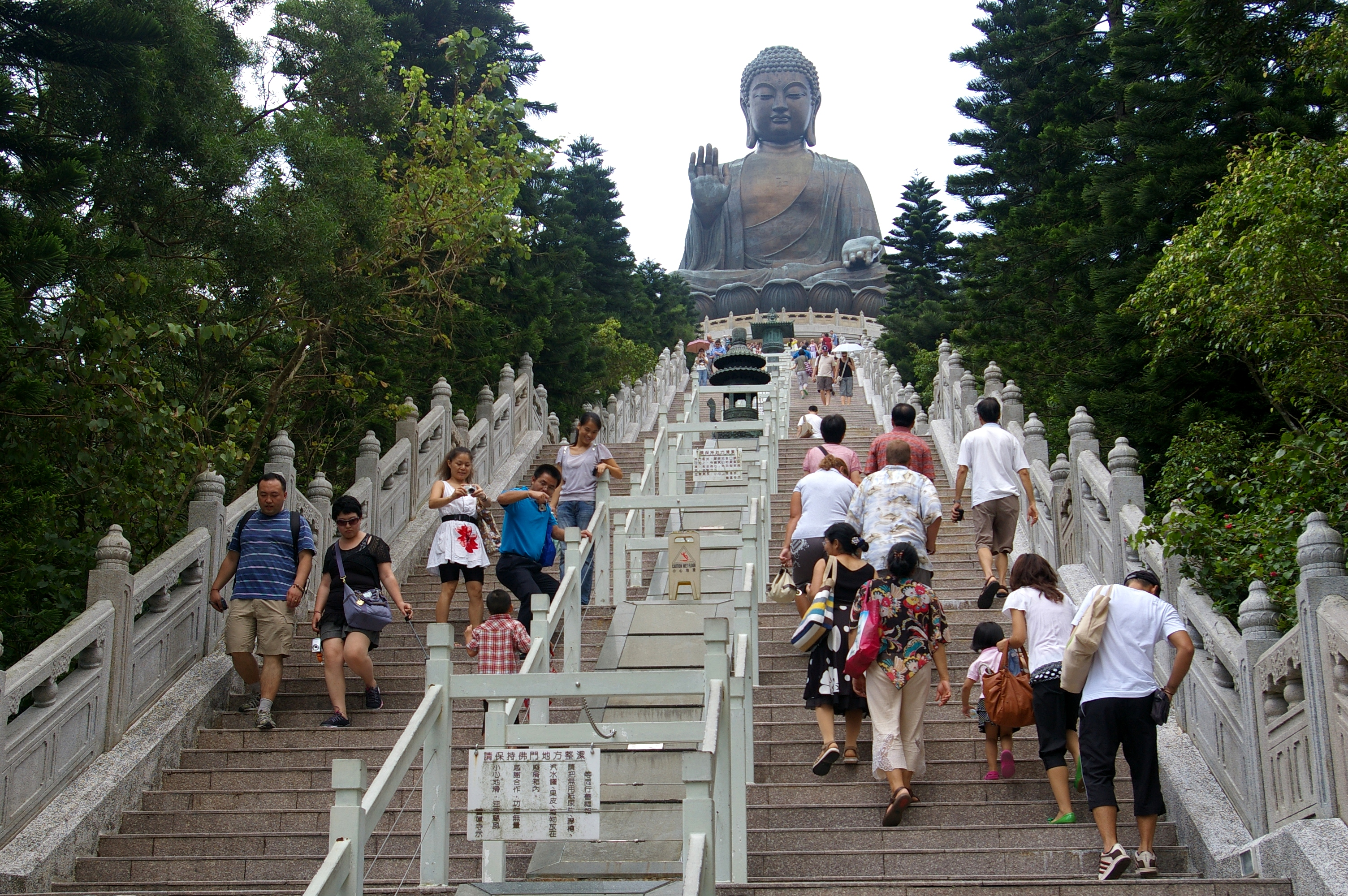